# Giro d'Úmbria
El Giro d'Úmbria (en italià Giro dell'Umbria) va ser una cursa ciclista d'un sol dia que es disputà per les carreteres d'Úmbria, Itàlia, entre 1910 i 1991. Francesco Moser, amb cinc victòries, és el ciclista que més vegades l'ha guanyat.

## Palmarès
| Any     | Vencedor                 | Segon                    | Tercer                   |
| ------- | ------------------------ | ------------------------ | ------------------------ |
| 1910    | Alfredo Tibiletti        | Luigi Cagna              | Attilio Mantovani        |
| 1911    | Giuseppe Azzini          | Camillo Bertarelli       | Labindo Mancinelli       |
| 1912    | Giuseppe Bonfanti        | Luigi Lucotti            | Giovanni Bassi           |
| 1913-18 | no disputat              | no disputat              | no disputat              |
| 1919    | Arturo Ferrario          |                          |                          |
| 1920-21 | no disputat              | no disputat              | no disputat              |
| 1922    | Michele Gordini          |                          |                          |
| 1923    | Giuseppe Trentarossi     | Guido Messeri            | Alfredo Ciotti           |
| 1924    | Giuseppe Bestetti        |                          |                          |
| 1925    | no disputat              | no disputat              | no disputat              |
| 1926    | Emilio Petiva            | Alfredo Barducci         | Azeglio Terreni          |
| 1927    | no disputat              | no disputat              | no disputat              |
| 1928    | Leonida Frascarelli      |                          |                          |
| 1929    | Marcello Neri            |                          |                          |
| 1930    | Ambrogio Morelli         | Remo Bertoni             | Antonio Liguori          |
| 1931    | Ettore Meini             | Attilio Pavesi           | Ascanio Arcangeli        |
| 1932    | Giovanni Mancinelli      |                          |                          |
| 1933    | Aldo Bini                | Aladino Mealli           | Giovanni Mancinelli      |
| 1934    | no disputat              | no disputat              | no disputat              |
| 1935    | G. Doni                  |                          |                          |
| 1936-37 | no disputat              | no disputat              | no disputat              |
| 1938    | Secondo Magni            | Enrico Mara              | Enrico Mollo             |
| 1939    | Giordano Cottur          | Vasco Bergamaschi        | Giovanni De Stefanis     |
| 1940    | Aldo Ronconi             | Glauco Servadei          | Mario De Benedetti       |
| 1941    | U. Mancinelli            |                          |                          |
| 1942-46 | no disputat              | no disputat              | no disputat              |
| 1947    | Marcello Roggi           |                          |                          |
| 1948    | Tino Cargioli            |                          |                          |
| 1949    | Amédée Rolland           | Nazzareno Moretti        | Fausto Morini            |
| 1950    | Renzo Soldani            | Luciano Frosini          | Umberto Drei             |
| 1951    | no disputat              | no disputat              | no disputat              |
| 1952    | Mario Rosario            | Fernando Desideri        | Noé Conti                |
| 1953    | Pietro Nascimbene        |                          |                          |
| 1954    | Giuseppe Marcoccia       | Virgilio Rezzi           | Italo Mazzacurati        |
| 1955    | Ardelio Trapé            |                          |                          |
| 1956    | Bruno Tognaccini         |                          |                          |
| 1957-69 | no disputat              | no disputat              | no disputat              |
| 1970    | Gianni Motta             | Renato Laghi             | Donato Giuliani          |
| 1971    | Antoon Houbrechts        | Luigi Sgarbozza          | Roberto Poggiali         |
| 1972    | Enrico Paolini           | Roberto Poggiali         | Arnaldo Caverzasi        |
| 1973    | Giancarlo Polidori       | Fabrizio Fabbri          | Antonio Salutini         |
| 1974    | Francesco Moser          | Franco Bitossi           | Felice Gimondi           |
| 1975    | Francesco Moser          | Fabrizio Fabbri          | Giovanni Battaglin       |
| 1976    | Roberto Poggiali         | Antoon Houbrechts        | Enrico Paolini           |
| 1977    | Francesco Moser          | Franco Bitossi           | Giacinto Santambrogio    |
| 1978    | Gianbattista Baronchelli | Giovanni Battaglin       | Mario Beccia             |
| 1979    | Carmelo Barone           | Pierino Gavazzi          | Silvano Contini          |
| 1980    | Roberto Ceruti           | Carmelo Barone           | Palmiro Masciarelli      |
| 1981    | Francesco Moser          | Jean-Marie Grezet        | Pierino Gavazzi          |
| 1982    | Gianbattista Baronchelli | Emanuele Bombini         | Giovanni Mantovani       |
| 1983    | Francesco Moser          | Marino Lejarreta         | Gianbattista Baronchelli |
| 1984    | Mario Beccia             | Gianbattista Baronchelli | Silvano Contini          |
| 1985    | Claudio Corti            | Marino Amadori           | Giuseppe Passuello       |
| 1986    | Stefano Colagè           | Roberto Pagnin           | Palmiro Masciarelli      |
| 1987    | Silvano Contini          | Francesco Cesarini       | Renato Piccolo           |
| 1988    | Giorgio Furlan           | Luigi Botteon            | Danilo Gioia             |
| 1989    | Stefano Colagè           | Ivan Ivanov              | Michele Moro             |
| 1990    | Massimo Ghirotto         | Daniel Castro            | Edoardo Rocchi           |
| 1991    | Edoardo Rocchi           | Michele Moro             | Massimiliano Lelli       |